# FS ALg 56
Der ALg 56, auch Littorine delle tre provincie genannt, waren die drei einzigen Holzgastriebwagen der Ferrovie dello Stato Italiane (FS). Sie wurden Anfang der 1940er Jahre von Ansaldo gebaut und nach dem Zweiten Weltkrieg an die Ferrovia Mantova-Peschiera (FMP) verkauft, wo sie auf Dieselantrieb umgebaut wurden.

## Geschichte
Aufgrund der Verknappung von Dieselkraftstoff ab 1935 wurde nach alternativen in Italien verfügbaren Brennstoffen gesucht. Ansaldo rüstete drei Triebwagen ALn 56 mit Holzvergaser aus. Der erste Triebwagen wurde im Sommer 1940 auf der Bahnstrecke Pisa–Rom abgenommen und danach probeweise auf der Bahnstrecke Mailand–Genua eingesetzt, wo sie die Durchschnittsgeschwindigkeit von 105 km/h erreichten. Die Spitzengeschwindigkeit in der Steigung betrug 80 km/h, in der Ebene 115 km/h.
Die drei Triebwagen wurden danach fahrplanmäßig auf der Strecke Siena–Grosseto eingesetzt. Häufige Probleme veranlassten die FS, den Einsatz als Probebetrieb zur Optimierung des Holzvergasersystems zu betrachten. Die ALg 56 gehörten zu den wenigen Verbrennungsmotortriebwagen, die nach Ende 1940 noch fuhren – die mit Diesel betriebenen wurden alle abgestellt, um Kraftstoff zu sparen. Später rüsteten die FS einen Teil davon auf Methanbetrieb um, die vom Depot Mantua aus eingesetzt wurden. Die ALg 56 wurden auch in dieses Depot versetzt, damit der Betrieb rationeller wurde und die Fahrzeuge besser ausgelastet waren. Sie verkehrten in den gleichen Umläufen wie die Methan-Triebwagen von Mantua nach Rovigo, Monselice und Padua über Grisignano di Zocco.
In den letzten Kriegsjahren wurden alle drei Triebwagen beschädigt und geplündert, sodass sie nicht mehr einsatzfähig waren. Nach dem Krieg wurde der ALg 56 403 von den FS abgebrochen und die anderen beiden Triebwagen zusammen mit den Dieseltriebwagen ALn 56 4002 und 4003 an die Ferrovia Mantova-Peschiera (FMP) verkauft. Von den vier ausgemusterten Triebwagen ließ die FMP zwei wieder aufbauen. Dabei wurden GM-Motoren verwendet, die aus Kampfpanzern stammten. Die Triebwagen waren bis zur Einstellung des Betriebs der FMP im Einsatz und gelangten danach zur Società Veneta Ferrovie (SVF), die diese noch als Beiwagen einsetzte.

## Technik

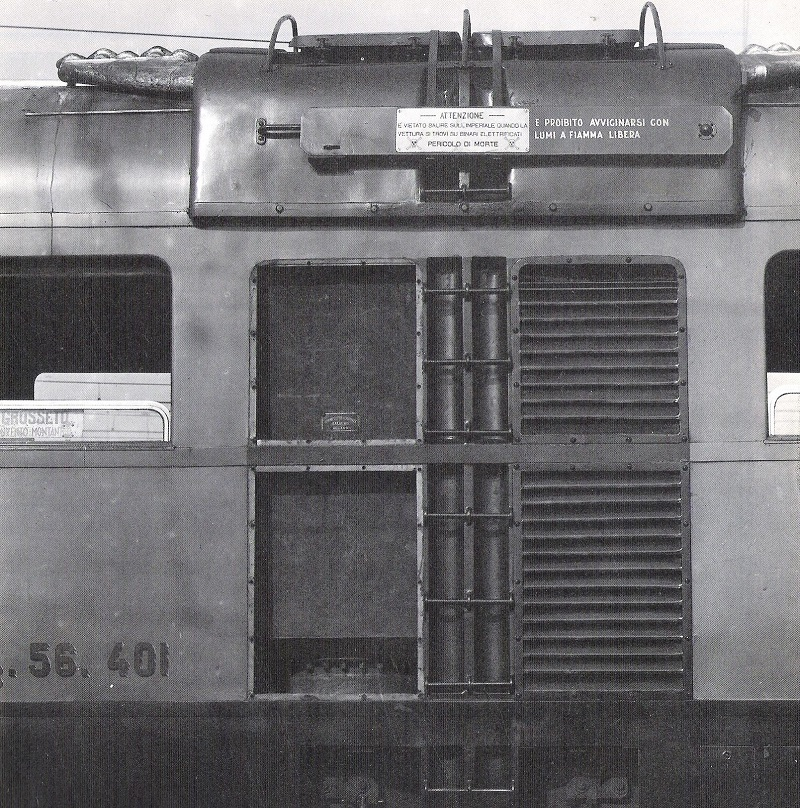
Detail mit den beiden Holzvergasern

Die Triebwagen waren ähnlich den von Ansaldo gebauten ALn 56, jedoch wurden die Motoren mit größerem Hubraum, geändertem Zylinderkopf und Zündung dem Holzgasbetrieb angepasst. Jeder Motor wurde von einem eigenen Holzvergaser versorgt, der von Officine Elettroferroviarie Tallero (OEFT) aus Mailand geliefert wurde. Beide Vergaser waren nebeneinander etwas außermittig in Längsrichtung auf einer Seite des Fahrzeugs gegenüber dem WC angeordnet. Die Beschickung erfolgte durch Luken im Dach des Triebwagens. Jeder Generator fasste ungefähr 300 kg Brennstoff. Weitere 600 kg für eine zweite Füllung der Gasgeneratoren war in einem Fach darunter verstaut.